# Paris Protocol
Het Paris Protocol van 1994, officieel het Protocol on Economic Relations between the Government of the State of Israel and the P.L.O., representing the Palestinian people, afgekort als Protocol on Economic Relations en ook bekend als het Paris Economic Protocol (PEP), is een Israëlisch-Palestijns verdrag dat het economisch verkeer tussen de twee landen onderling en tussen Palestina en derde landen regelt, inclusief een gezamenlijke politiek voor Palestijnse importen en de regeling van arbeid van Palestijnen in Israël en diens nederzettingen. Het maakt deel uit van het "Gaza-Jericho-akkoord" van 1994, dat zelf onderdeel uitmaakt van de Oslo-akkoorden en werd tevens ingebed in het Oslo II-akkoord van 1995.
In essentie is het Protocol een douane-unie, waarbij de economische grenzen tussen de twee landen zijn weggevallen, Israël de buitengrenzen volledig blijft controleren en de kleine Palestijnse markt wordt geïntegreerd in de Israëlische markt en daarvan afhankelijk is. Israël verzamelt namens Palestina importheffingen en belastingen en sluist die achteraf grotendeels door naar de Palestijnse Autoriteit.
Omdat de voorgespiegelde vredesovereenkomst uiteindelijk niet tot stand kwam, werd het als tijdelijk bedoelde Paris Protocol, net zoals de Oslo-akkoorden zelf, een permanente regeling voor onbepaalde tijd. Anno 2023 is het verdrag nog in volle werking. De Palestijnen hebben herhaaldelijk opgeroepen tot aanpassing van het Protocol.

## Achtergrond
Het Protocol on Economic Relations, in het gewone spraakgebruik het Paris Protocol of kortweg het Protocol genoemd, is de uitwerking van het Oslo I-akkoord van 1993 waar het de economische relatie tussen Israël en de Palestijnen betreft. Het werd 8 maanden na Oslo I ondertekend en in 1995 in iets gewijzigde vorm overgenomen in het Oslo II-akkoord.
Bij het afsluiten van het Protocol werd de Palestijnen voorgehouden dat het Protocol goed voor hen zou zijn, omdat het zou leiden tot een vrij verkeer van arbeidskrachten tussen Palestina en Israël en een opbloei van de Palestijnse economie. Anderzijds zou ook Israël hier economisch van profiteren. Per saldo had dit een stevige economische basis moeten vormen voor het Israëlisch-Palestijns vredesverdrag, dat volgens de Oslo-akkoorden binnen 5 jaar zou zijn gesloten. De politieke tegenstellingen domineerden evenwel de economische belangen.
Het is een verdrag tussen twee ongelijkwaardige partners, dat vooral in het voordeel van Israël werkt. Mede door de politieke ontwikkelingen, zoals de Tweede Intifada, werden de beloften voor de Palestijnse economie niet waar gemaakt. In feite verslechterde deze ondanks of mede dankzij het Protocol en steeg de werkloosheid doordat Israël een rem zette op de tewerkstelling van Palestijnen in Israël middels werkvergunningen en Palestijnse arbeiders verving door het aantrekken van gastarbeiders uit derde landen. De Palestijnse economie liep sterk terug tussen 1993 en 1997. De Palestijnen lopen veel inkomsten mis door de fraudegevoeligheid van het systeem, waarin het exporteren van goederen naar Palestina gunstiger is voor Israëlische dan voor Palestijnse handelaren. Ook nam het aantal Palestijnen dat – bij gebrek aan een werkvergunning – illegaal in Israël werkt sterk toe.
Israël misbruikte het systeem van inzameling van belastingen om de Palestijnen politiek onder druk te zetten of hen collectief te straffen, door het geld langdurig achter te houden of gedeeltelijk helemaal niet af te dragen. Het is bijvoorbeeld verrekend met onbetaalde rekeningen op andere gebieden en als collectieve straf voor het financieel steunen van gezinnen die hun inkomen hadden verloren als gevolg van het door Israël gevangen houden van Palestijnen.

## Inbedding in de Oslo-akkoorden
Het "Paris Protocol" werd op 29 april 1994 in Parijs getekend door Israël en de PLO als onderdeel van het "Gaza-Jericho-akkoord", dat zelf onderdeel uitmaakt van de Oslo-akkoorden. Het Gaza-Jericho-akkoord werd pas 5 dagen later ondertekend, eveneens in Parijs. Article XIII van het Gaza-Jericho-akkoord verwijst naar het Paris Protocol, dat daaraan is toegevoegd als Annex IV.
Het Protocol is, volgens Israël met kleine aanpassingen, ingebed in het Oslo II-akkoord van 1995. Annex V van Oslo II bevat een aanvulling op het Paris Protocol, met 2 Appendices waarin de artikelen V en VI van het Protocol worden vervangen. Artikel XXIV van Oslo II verwijst naar het "Protocol on Economic Relations", oftewel het Paris Protocol.
Terwijl het Protocol oorspronkelijk slechts van toepassing was op de Gazastrook en de regio Jericho, werd dit (zoals reeds was vastgelegd) in Oslo II uitgebreid tot de hele Westoever, dat wil zeggen tot alle nederzettingen.
Het Protocol was eigenlijk bedoeld als een tijdelijke (voorlopige) regeling. Artikel I zegt hierover: "Dit protocol [...] dat de economische betrekkingen tussen de twee zijden zal regelen en de Westoever en de Gazastrook zal betreffen gedurende de interim-periode." Tijdens de interim-periode van maximaal 5 jaar zou een vredesverdrag worden uitonderhandeld. Omdat de voorgespiegelde vredesovereenkomst uiteindelijk niet tot stand kwam werd het, net zoals de Oslo-akkoorden zelf, een permanente regeling voor onbepaalde tijd.
De Knesset gaf evenwel slechts toestemming voor de invoering van een gedeelte van het  Protocol. Het machtigde de regering bovendien om naar eigen goeddunken de namens de PA ingehouden belastingen over te dragen met de mogelijkheid om daar eigenmachtig kortingen op toe te passen. Ook werd een aantal gerelateerde Israëlische wetten in de Bezette gebieden ingevoerd.,p. 15 Het internationaal recht verbiedt het toepassen van eigen wetten op bezet gebied.

## Doel
Als onderdeel van de Oslo-akkoorden maakt het ook onderdeel uit van de vredesonderhandelingen tussen Israël en de Palestijnen. Versterking van de Palestijnse economie en vervlechting van beide economieën had een belangrijke basis moeten gaan vormen voor het af te sluiten vredesverdrag tussen Israël en Palestina. De preambule belooft:
De twee partijen zien het economische domein als een van de hoeksteen [sic] van hun wederzijdse relaties [sic], met het oog op het versterken van hun belang in het bereiken van een rechtvaardige, duurzame en allesomvattende vrede.
In essentie is het Protocol een douane-unie, waarbij de douane-grenzen tussen de twee landen zijn weggevallen door het gelijkschakelen van douane-tarieven en import-politiek. Daarnaast formaliseert het verdrag een gezamenlijke binnenmarkt, die door de Israëlische bezetting van Palestina feitelijk al bestond en waarbij de Palestijnse markt de facto is geïntegreerd in de Israëlische en daarvan afhankelijk is. Bij de bezetting in 1967 voerde Israël al door middel van militaire orders zijn eigen munt als betaalmiddel in en onderwierp alle import aan Israëlische wetgeving. De grenzen tussen Israël, Westoever en Gaza werden voor alle verkeer opgeheven. De creatie in 1981 van de Civil Administration (CA), de militaire regering van Israël, resulteerde in een hoge mate van economische integratie en maakte de Palestijnen voor goederen, diensten en arbeid afhankelijk van de Israëlische markt.,p. 14
In tegenstelling tot bij een normale douane-unie of vrijhandelsverdrag, zijn er tussen de twee landen geen harde grenzen, terwijl Israël de buitengrenzen volledig controleert. Alle Palestijnse buitenlandse handel moet verplicht via Israëlische zee- of luchthavens, dan wel via door Israël gecontroleerde grensovergangen worden afgehandeld.

## Bepalingen
Artikel I maakt duidelijk dat het Protocol is gekoppeld aan de interim-periode van het Oslo I-akkoord en geleidelijk wordt ingevoerd en dat het werkingsgebied dienovereenkomstig hiermee zal meeveranderen. Artikel II gaat over de samenwerkingsstructuur. De artikelen III tot VI gaan over geld en belastingen, artikel VII over arbeid en de laatste vier over specifieke branches.
Article IV van ANNEX IV stelt een "Palestinian Monetary Authority"(PMA) in, die zou moeten fungeren als een soort Palestijnse Centrale Bank. Het Protocol verbiedt het instellen van een eigen Palestijnse munt (wat een symbool van onafhankelijkheid zou zijn). In par. IV.10 wordt de Israëlische shekel (NIS) aangewezen als officiële valuta binnen de bezette gebieden en verplicht de acceptatie ervan binnen Palestina, met de Bank of Israel als centrale bank voor het inwisselen van vreemde valuta. Palestijnse banken en de PA en zijn instituties zijn verplicht de shekel als betaalmiddel te accepteren.

### Inning van heffingen en belastingen
Vóór de ondertekening van het Protocol werden alle door de Palestijnen in bezet gebied betaalde belastingen geheven door de Civil Administration. Wat betreft de invoerrechten en BTW over importen blijft de CA hiervoor verantwoordelijk. Op grond van het Protocol int Israël namens de Palestijnen alle invoerheffingen over importen naar Palestina, welke achteraf aan de Palestijnse Autoriteit (PA) worden afgedragen. Dit geldt ook voor Israëlische goederen en diensten die voor de Bezette gebieden bestemd zijn. Israël kan eenzijdig de belastingtarieven hierover bepalen.
De PA mag nu evenwel zelf inkomstenbelasting van zijn eigen burgers gaan innen en BTW over lokale producten (artikelen V en VI). Ook over goederen en diensten die Palestijnen uit de Bezette gebieden in Israël en in de bezette gebieden hebben geleverd, inclusief verrichte arbeid in nederzettingen, mag de PA inkomstenbelasting en BTW innen. Net als de afgedragen sociale premies wordt deze door Israël namens de PA verzameld en later doorgestuurd.
Het tarief van de omzetbelasting in de Palestijnse gebieden is gekoppeld aan dat van Israël. Artikel VI bepaalt dat het Palestijnse BTW-tarief maximaal 2% lager mag zijn dan het Israëlische. Zodra Israël zijn BTW verhoogt zal die in Palestina dus automatisch meestijgen, waardoor de producten daar duurder worden. Het omgekeerde is niet waar, omdat het Protocol alleen beperkingen oplegt aan het Palestijnse tarief.
Invoerrechten en omzetbelasting over producten voor het door Hamas geregeerde Gaza worden eveneens door de CA ingezameld en later door de PA (deels) naar Gaza overgemaakt. Van de inkomstenbelasting van Palestijnen die in Israël (maar niet in de nederzettingen) werken wordt 25%  als vergoeding achtergehouden (artikel V). Conform artikel 4 van het supplement van 1995 houdt Israël bovendien 3% van iedere transactie voor invoerheffing of BTW achter als onkostenvergoeding.

## Tegengestelde belangen
De politieke tegenstellingen domineerden evenwel de economische belangen. Israël weigerde  de economische binnengrenzen vast te stellen die nodig waren voor een vrijhandelsverdrag. De Israëlische onderhandelaars hadden om zowel politieke als economische redenen stricte opdracht van premier Yitzhak Rabin om enige notie van grenzen tussen de twee economieën af te wijzen. Dit zou anders invloed kunnen hebben op hun positie in de vredes-onderhandelingen. Israël had daarom een voorkeur voor een douane-unie boven een vrijhandelsverdrag. Later boden de Israëlis toch nog zo'n verdrag aan in ruil voor een minder vrije arbeidsmarkt, wat voor de Palestijnen zeer onaantrekkelijk was, omdat zij in Israël veel hogere lonen krijgen (alhoewel meestal het minimumloon in Israël).
De Palestijnen hadden geen andere keus dan het voor hen ongunstige Protocol – zonder controle over hun grenzen en handelspolitiek – te accepteren, omdat Israël het als voorwaarde stelde voor vergunningen voor Palestijnen om in Israël te mogen werken. Desondanks sloot Israël veelvuldig de grens voor arbeiders en beperkte het aantal werkvergunningen, wat tot een aanzienlijke daling van inkomen en toename van werkloosheid en armoede heeft geleid. De Palestijnen accepteerden het Paris Protocol mede in de veronderstelling dat de interim-periode van de Oslo-akkoorden in mei 1999 zou eindigen en daarmee ook de geldigheid van het Protocol en dat zij daarna politiek en economisch onafhankelijkheid zouden zijn. Op dat moment was het de beste keuze.,p. 16-17